# اوپن‌ارنا
«اوپن‌ارنا» (انگلیسی: OpenArena) یک بازی ویدئویی در سبک تیراندازی اول شخص است که توسط و در پلت‌فرم‌های لینوکس، مایکروسافت ویندوز، اواس ده، اندروید، و اویا منتشر شده‌است.